# 菠蘿包

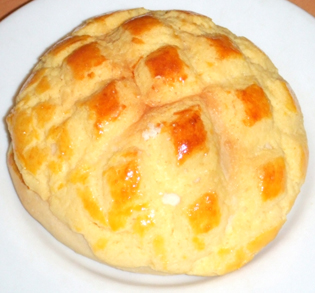
菠蘿包の例

菠蘿包（ポーローパーウ、boh loh baau）は、香港のパンの一種。
パン生地の上にクッキー生地を被せて焼くのが特徴である。クッキー生地に十字の模様を入れる作り方が日本のメロンパンと共通している。メロンパンと比較すると平均的に直径がやや小さく、高さは高めで、クッキー生地をしっかりと焼き上げているため、さらにサクサクとした食感をしている。メロンパンと違い、クッキー生地の上に砂糖の粒をまぶす作り方はしない。

## 概要

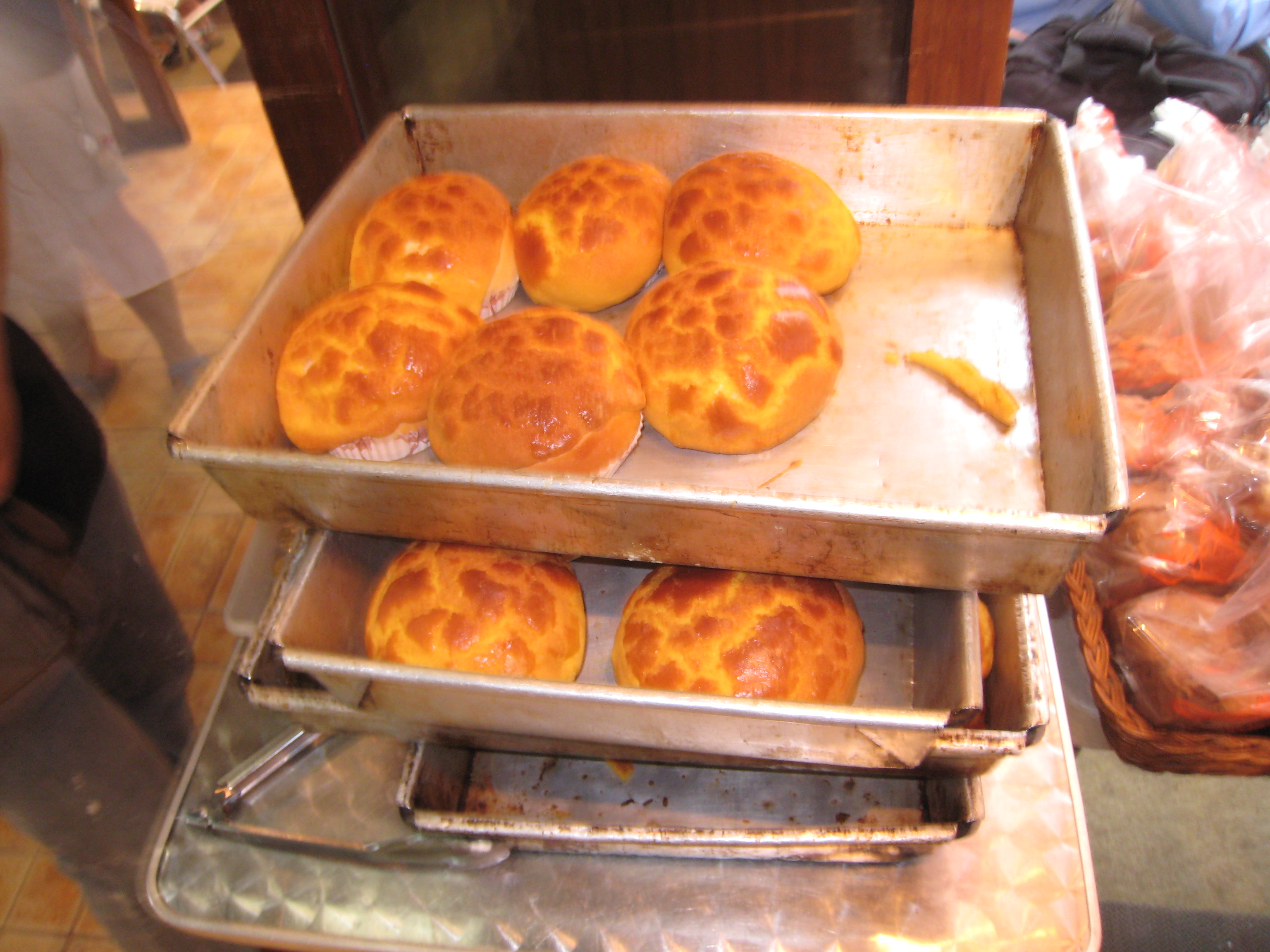
店頭の菠蘿包

菠蘿包は、香港周辺の茶餐廳と呼ばれる喫茶レストランと大牌檔（ダイパイドン、広東語：大牌檔）と呼ばれる屋台街の定番メニューとなっており、パン屋でも人気がある商品である。
元々は「俄羅斯包（ロシアパン）」と呼ばれていたが、表面がパイナップルに似ているということで、パイナップルパンを意味する「菠蘿包」で呼ばれるようになった。
香港やマカオ周辺の他に古くから台湾でも食べられており、最近では中国の上海、北京などでも焼かれるようになった。それらの北京語圏では「菠蘿麺包」（ポールオミエンバオ、bōluó miànbāo）と呼ばれて販売されている。香港のものほど高さがないものが多いため、メロンパンを小振りにしたもののように見える。
菠蘿包にパイナップル成分は入っていない。砂糖、鶏卵、小麦粉、ラードから作られる。パン生地の表面のクッキー生地がしっとりと柔らかい日本のメロンパンと異なり、菠蘿包のクッキー生地はサクサクとした歯ごたえに焼かれており、下のパン生地はふんわりしているものが好まれる。高温多湿の香港では湿っているとすぐにカビが生えたり腐敗するのも、カリカリに焼く理由のひとつと考えられる。

## 歴史
香港で菓子パンが大衆向けに販売されるようになったのは1930年代とされ、それ以前は主に甘みの少ないパンが欧米人向けに焼かれていた。日本では1920年代にメロンパンは存在しているが、それが模倣されたかどうかは不明。「菠蘿包」を1910年代からベーカリーで焼いていたという香港の職人の話もあり、どちらが先か、いつから存在するかは検証を要する。

## バリエーション

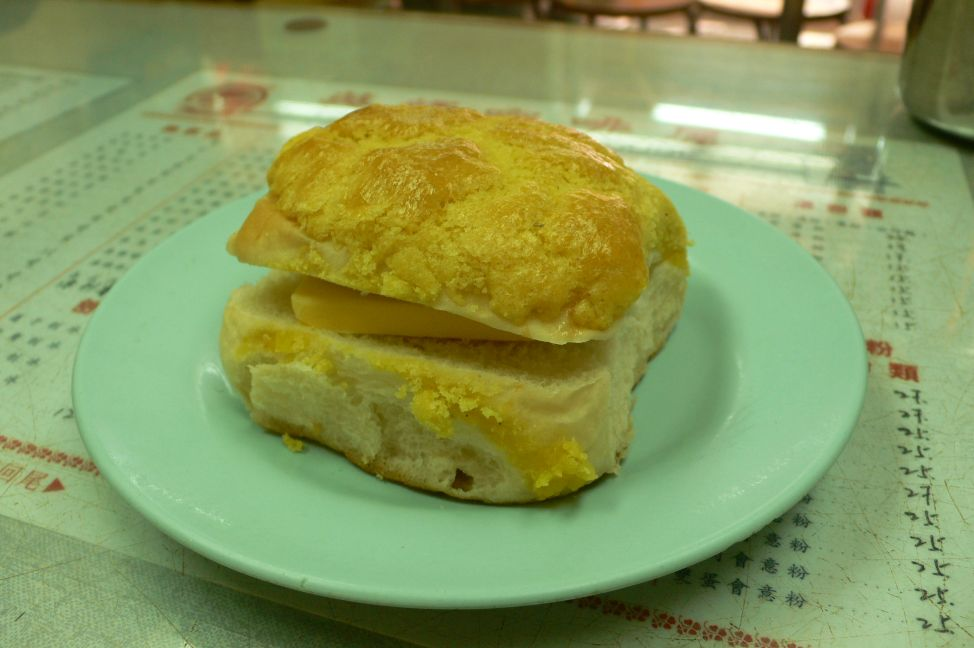
バターをはさんだ菠蘿油

香港では、ココナッツを詰めた椰絲菠蘿包、小豆餡を入れた紅豆菠蘿包、カスタードクリームを詰めた奶黃菠蘿包、パイナップル餡入りの菠蘿菠蘿包、ランチョンミートを挟んだ餐肉菠蘿包、チャーシュー餡入りの叉燒菠蘿包などが販売されている。

### 菠蘿油
焼きたてのもの、もしくは電子レンジで温めた菠蘿包をバンズの様に水平に切り込みを入れ、厚めにスライスした冷たいバターを挟んだハンバーガーのような形の「菠蘿油」（ポーローヤウ、bo1lo4yau4）は香港の茶餐廳の定番メニューである。近年台湾にも伝わりテイクアウトや屋台で販売されて、話題となり、人気が出ている。温かいメロンパンの甘さと冷たいバター、トーストの濃厚さを同時に楽しめる。日本のメロンパンに横から切れ目を入れてトースターで軽くトーストしサクサク感をだしてから、バターを挟むことで家庭でも類似の味を楽しめる。

## 問題点
一部の商品はショートニングを使用しているため、トランス脂肪酸の摂取につながることが危惧される。香港消費者委員会と香港食物安全センターが2007年に香港で入手した計90種の食品サンプルを分析した際、「菠蘿油」1個には0.25gから0.44gのトランス脂肪酸が含まれていた。

## 関連商品
マグネット
香港では「菠蘿油」を形取ったマグネットなども売られている。
フィギュア
2006年11月に童友社から発売されたミニチュア食品模型のコレクション「香港茶餐廳（香港カフェ）」の中にも「菠蘿油」がある。